# 岐阜社会保険事務局
岐阜社会保険事務局（ぎふしゃかいほけんじむきょく）は、岐阜県岐阜市にあった社会保険庁の地方支分部局で、岐阜県を管轄していた。

## 管内社会保険事務所等
- 岐阜南社会保険事務所
- 岐阜社会保険事務局岐阜北社会保険事務室（岐阜北社会保険事務所）
- 多治見社会保険事務所
- 大垣社会保険事務所
- 美濃加茂社会保険事務所
- 高山社会保険事務所（岐阜社会保険事務局高山事務所）